# ولسوالی چوره
چوره یکی از ولسوالی‌های ولایت ارزگان در افغانستان است. مرکز ولسوالی شهر چوره با جمعیتی نزدیک به ۳٬۰۰۰ نفر می‌باشد. شهر حالت روستایی دارد و پیشه‌ای جز دامداری در آن نیست.
مراسم برش روبان برای افتتاح رسمی جاده ترین‌کوت به چورا در ۴ اکتبر ۲۰۱۱ برگزار شد. بن کناپن، وزیر امور خارجه هلند، همراه با محمد شیرزاد والی ارزگان، مراسم بریدن نوار را برای تجلیل از تکمیل ساخت جاده‌ای که ولسوالی چوره را به مرکز استان وصل می‌کند، با کاهش زمان سفر به بیش از نصف برگزار کردند.
وضعیت ولسوالی:
روستاها: ۱۰۰
مدارس: ۲۱ ابتدایی، ۲ دبیرستان.
مراکز بهداشتی درمانی: ۱